# Add a Friend
Add a Friend è una serie televisiva creata da Sebastian Wehlings e Christian Lyra per l'emittente TNT Serie. La serie segue la storia di un gruppo di persone e la loro vita sui social network.

## Trama
Felix è costretto a letto con una gamba rotta, conseguenza di un incidente d'auto, e la sua unica finestra sul mondo esterno diventa il suo computer portatile. Grazie ai social network egli rimane in contatto con il suo migliore amico Tom ed entra in contatto con Julia, della quale era follemente innamorato al tempo del liceo. Tra le altre persone con cui ha contatto tramite video chat c'è anche la misteriosa Vanessa ed i suoi genitori, Gisela e Gerd.

## Personaggi ed interpreti

### Personaggi principali
- Ken Duken: Felix Wagner
- Friedrich Mücke: Tom Schrader
- Emilia Schüle: Vanessa Jo/Schaller
- Gisela Schneeberger: Gisela Wagner
- Dietrich Hollinderbäumer: Gerd Wagner
- Julia Hartmann: Annika Weber
- Sierk Radzei: Norbert (St. 1)
- Martin Brambach: Dr. Metzler
- Friederike Kempter: Julia Winter (St. 1-2)
- Jochen Nickel: Eddie Scharf (St. 2)

### Personaggi secondari
- Anne Schäfer: Sylvia
- Noah Kraus: Luis
- Aydin Isik: Dimitri
- Sebastian Gerold: Henry Matteo (St. 1)
- Manou Lubowski: Peter Danner (St. 1)
- Nadeshda Brennicke: Theresa Langer (St. 2)
- Gisa Flake: Schwester Susanne (St. 1)
- Ralph Herforth: Marc Münchberger (St. 1)
- Jo Kern: Rita (St. 1)
- Volker Brandt: Johanson (St. 1)